# چین در المپیک تابستانی ۱۹۵۲
چین در بازی‌های المپیک تابستانی ۱۹۵۲ که در شهر هلسینکی فنلاند برگزار شد، کاروان چین با ۱ ورزشکار در این رقابت‌ها شرکت کرد و مدالی کسب نکرد.